# Петропавловка (Черкасская область)
Петропа́вловка (укр. Петропавлівка) — село в Городищенском районе Черкасской области Украины.
Население по переписи 2001 года составляло 1224 человека. Почтовый индекс — 19530. Телефонный код — 4734.

## Местный совет
19530, Черкасская обл., Городищенский р-н, с. Петропавловка, пл. 70-летия Октября